# Leyr
Leyr és un municipi francès situat al departament de Meurthe i Mosel·la i a la regió del Gran Est. L'any 2007 tenia 940 habitants.

## Demografia

### Població
El 2007 la població de fet de Leyr era de 940 persones. Hi havia 322 famílies, de les quals 53 eren unipersonals (16 homes vivint sols i 37 dones vivint soles), 82 parelles sense fills, 171 parelles amb fills i 16 famílies monoparentals amb fills.
La població ha evolucionat segons el següent gràfic:
Habitants censats

### Habitatges
El 2007 hi havia 353 habitatges, 331 eren l'habitatge principal de la família, 2 eren segones residències i 21 estaven desocupats. 324 eren cases i 29 eren apartaments. Dels 331 habitatges principals, 280 estaven ocupats pels seus propietaris, 43 estaven llogats i ocupats pels llogaters i 8 estaven cedits a títol gratuït; 9 tenien dues cambres, 32 en tenien tres, 75 en tenien quatre i 214 en tenien cinc o més. 240 habitatges disposaven pel capbaix d'una plaça de pàrquing. A 119 habitatges hi havia un automòbil i a 181 n'hi havia dos o més.

### Piràmide de població
La piràmide de població per edats i sexe el 2009 era:
| Homes | Edats   | Dones |
| ----- | ------- | ----- |
| 0     | 95 o +  | 0     |
| 0     | 90 a 94 | 4     |
| 4     | 85 a 89 | 0     |
| 8     | 80 a 84 | 4     |
| 8     | 75 a 79 | 12    |
| 8     | 70 a 74 | 12    |
| 8     | 65 a 69 | 16    |
| 4     | 60 a 64 | 12    |
| 20    | 55 a 59 | 4     |
| 36    | 50 a 54 | 16    |
| 48    | 45 a 49 | 56    |
| 24    | 40 a 44 | 40    |
| 32    | 35 a 39 | 28    |
| 48    | 30 a 34 | 20    |
| 20    | 25 a 29 | 44    |
| 44    | 20 a 24 | 12    |
| 44    | 15 a 19 | 48    |
| 32    | 10 a 14 | 36    |
| 28    | 5 a 9   | 44    |
| 32    | 0 a 4   | 20    |

## Economia
El 2007 la població en edat de treballar era de 634 persones, 463 eren actives i 171 eren inactives. De les 463 persones actives 428 estaven ocupades (236 homes i 192 dones) i 35 estaven aturades (14 homes i 21 dones). De les 171 persones inactives 50 estaven jubilades, 62 estaven estudiant i 59 estaven classificades com a «altres inactius».

### Ingressos
El 2009 a Leyr hi havia 334 unitats fiscals que integraven 940 persones, la mediana anual d'ingressos fiscals per persona era de 18.338 €.

### Activitats econòmiques
Dels 36 establiments que hi havia el 2007, 1 era d'una empresa alimentària, 1 d'una empresa de fabricació d'altres productes industrials, 13 d'empreses de construcció, 4 d'empreses de comerç i reparació d'automòbils, 3 d'empreses de transport, 2 d'empreses d'hostatgeria i restauració, 1 d'una empresa d'informació i comunicació, 2 d'empreses financeres, 1 d'una empresa immobiliària, 2 d'empreses de serveis, 5 d'entitats de l'administració pública i 1 d'una empresa classificada com a «altres activitats de serveis».
Dels 12 establiments de servei als particulars que hi havia el 2009, 1 era una oficina de correu, 1 paleta, 3 fusteries, 4 lampisteries, 1 electricista, 1 empresa de construcció i 1 restaurant.
Dels 2 establiments comercials que hi havia el 2009, 1 era una botiga de menys de 120 m² i 1 una botiga de material de revestiment de parets i terra.
L'any 2000 a Leyr hi havia 9 explotacions agrícoles que ocupaven un total de 453 hectàrees.

## Equipaments sanitaris i escolars
L'únic equipament sanitari que hi havia el 2009 era una farmàcia.
El 2009 hi havia una escola elemental.

## Poblacions més properes
El següent diagrama mostra les poblacions més properes.